# Oenomaus
Trong thần thoại Hy Lạp, vua Oenomaus (còn gọi là Oenamaus; tiếng Hy Lạp cổ: Οἰνόμαος, Oἱnómaos) thành Pisa là cha của Oenomaus và là con trai của thần chiến tranh Ares. Cái tên Oinomaos của ông có nghĩa là "người bán rượu".

## Phả hệ
Mẹ của Oenomaus là naiad Harpina (con gái của thần sông Phliasian Asopus, linh hồn của một con suối gần thành Pisa) hoặc Sterope, một trong những Pleiades, theo một vài nguồn khác thì xác định rằng Sterope là vợ của Oenomaus.
Oenomaus kết hôn, nếu không phải là với Sterope thì là với Evarete thành Argos, con gái của Acrisius và Eurydice. Những nguồn khác lại cho rằng Eurythoe, con gái của Danaus có thể là mẹ của Oenomaus hoặc là vợ ông. Những người con của ông ngoài Hippodamia ra có Leucippus (người vì đem lòng yêu Daphne mà chết) và Alcippe (có con gái là Marpessa với Evenus). Nhà địa lý Pausanias, người thường nghi ngờ những câu chuyện con người xuất thân từ các vị thần, đã biến Oenomaus trở thành con trai của một người cha phàm trần tên Alxion. Còn John Tzetzes đưa ra một dị bản nói rằng Oenomaus là con trai của Hyperochus với Sterope.
| Mối quan hệ | Tên                   | Nguồn         | Nguồn                 | Nguồn    | Nguồn      | Nguồn       | Nguồn    | Nguồn          | Nguồn   | Nguồn     | Nguồn        | Nguồn    | Nguồn   |
| ----------- | --------------------- | ------------- | --------------------- | -------- | ---------- | ----------- | -------- | -------------- | ------- | --------- | ------------ | -------- | ------- |
| Mối quan hệ | Tên                   | Euripides     | Scholia on Apollonius | Diodorus | Parthenius | Apollodorus | Plutarch | Dio Chrysostom | Hyginus | Pausanias | Philostratus | Eusebius | Tzetzes |
| Cha mẹ      | Ares và Eurythoe      |               | ✓                     |          |            |             |          |                |         |           |              |          |         |
| Cha mẹ      | Ares và Harpina       |               |                       | ✓        |            |             |          |                |         | ✓         |              |          |         |
| Cha mẹ      | Ares và (A)Sterope    |               |                       |          |            |             |          |                | ✓       |           |              |          |         |
| Cha mẹ      | Ares và Asterie       |               |                       |          |            |             |          |                | ✓       |           |              |          |         |
| Cha mẹ      | Alxion                |               |                       |          |            |             |          |                |         | ✓         |              |          |         |
| Cha mẹ      | Aethlius              |               |                       |          |            |             |          |                |         |           |              | ✓        |         |
| Cha mẹ      | Hyperochus và Sterope |               |                       |          |            |             |          |                |         |           |              |          | ✓       |
| Vợ          | Sterope               |               |                       |          |            | ✓           |          |                | ✓       | ✓         |              |          |         |
| Vợ          | Evarete               |               |                       |          |            |             |          |                | ✓       |           |              |          |         |
| Vợ          | Eurythoe              |               |                       |          |            |             |          |                |         |           |              |          | ✓       |
| Con cái     | Hippodamia            | ✓ (không tên) |                       |          |            | ✓           |          | ✓              | ✓       | ✓         | ✓            |          |         |
| Con cái     | Leucippus             |               |                       |          | ✓          |             |          |                |         | ✓         |              |          |         |
| Con cái     | Alcippe               |               |                       |          |            |             | ✓        |                |         |           |              |          |         |

## Thần thoại

### Cuộc đua xe ngựa với những người cầu hôn Hippodamia
Vua Oenomaus lo sợ trước một lời sấm truyền rằng ông sẽ bị con rể của mình giết chết. Vì vậy, khi những chàng trai từ khắp nơi đến cầu hôn Hippodamia, Oenomaus tuyên bố rằng họ chỉ có thể cưới con gái ông nếu họ đánh bại ông trong một cuộc đua xe ngựa với ông, còn nếu thua thì họ sẽ phải bị nộp mạng. Mười tám người cầu hôn Hippodamia đã bị giết và bị vua Oenomaus bêu đầu trên những cột gỗ trong cung điện thành Pisa. Nhà địa lý Pausanias viết vào cuối thế kỷ II TCN rằng Pelops đã dựng một tượng đài để vinh danh tất cả những người cầu hôn đi trước ông, và liệt kê tên của họ như sau:
1. Marmax
2. Alcathous, con trai của Porthaon
3. Euryalus
4. Eurymachus
5. Crotalus
6. Acrias thành Lacedaemon
7. Capetus
8. Lycurgus
9. Lasius
10. Chalcodon
11. Tricolonus
12. Aristomachus
13. Prias
14. Pelagon
15. Aeolius
16. Cronius
17. Erythras, con trai của Leucon
18. Eioneus, con trai của Magnes

### Cái chết
Pelops, con trai của Tantalus thành Lydia tới cầu hôn Hippodamia và chấp nhận cuộc đua xe ngựa với Oenomaus. Lo sợ bị thua cuộc, Pelops tới bờ biển và gọi thần Poseidon, người tình cũ của ông hiện lên. Nhắc lại về tình yêu của mình với Poseidon (Những món quà tình yêu ngọt ngào của Aphrodite), ông cầu xin Poseidon giúp đỡ mình. Poseidon mỉm cười biến ra một cỗ xe ngựa do những con ngựa có cánh kéo. Pelops và Hippodamia phải lòng nhau, họ nghĩ ra kế thay những chiếc chốt bánh xe bằng đồng thành những chiếc giả làm từ sáp ong. Cuộc đua bắt đầu và diễn ra rất lâu. Nhưng ngay khi Oenomaus đuổi kịp Pelops, chuẩn bị giết Pelops thì bánh xe rơi xuống, làm cỗ xe ngựa của Oenomaus vỡ tan tành. Người đánh xe ngựa cho Oenomaus là Myrtilus còn sống sót, nhưng Oenomaus bị những con ngựa tấn công cho tới chết.
Sau đó Pelops đã giết Myrtilus bằng cách ném anh từ trên vách đá xuống biển khi anh yêu cầu Pelops trả ơn mình. Trước khi chết, Myrtilus nguyền rủa rằng thế hệ con cháu của Pelops sẽ có một mối thù truyền kiếp, đó là bắt đầu từ hai anh em sinh đôi Atreus và Thyestes, một trong số những người con trai của Pelops với Hippodamia.
Để tưởng nhớ Oenomaus, Pelops đã tạo ra Thế vận hội Olympic để kỷ niệm chiến thắng của Pelops. Cuộc đua xe ngựa của Oenomaus là một nguồn gốc huyền thoại của Thế vận hội Olympic cổ đại.